# Wonder Comics
(Brian Michael Bendis)
Wonder Comics è un marchio editoriale della casa editrice statunitense DC Comics nato nel 2018 da un'idea dell'autore Brian Michael Bendis. Il proposito del marchio è di pubblicare fumetti rivolti principalmente, ma non solo, ai teenager, con storie che siano in continuity con l'universo narrativo della DC, reso celebre da personaggi iconici quali Superman, Batman e Wonder Woman. Le opere pubblicate esplorano il senso di meraviglia e di scoperta che ognuno prova quando sta per diventare adulto, il momento in cui si deve decidere e definire il proprio destino. Bendis vuole che i supereroi del Wonder Comics servano da ispirazione per chi attraversa questo fondamentale passaggio della vita e attirino una nuova generazione di lettori verso il vasto mondo narrativo dei fumetti della DC.
La prima serie a debuttare è Young Justice, scritta dallo stesso Bendis e disegnata da Patrick Gleason. Si tratta di un ritorno per uno dei più giovani team di supereroi, composto da Superboy, Wonder Girl, Robin, Impulse, e due nuovi eroi quali Teen Lantern e Jinny Hex. Il primo albo viene distribuito il 9 gennaio 2019.

## Contesto e ideazione
A partire dal 2016 la DC Comics affronta diversi cambiamenti a livello manageriale e una riorganizzazione della proposta editoriale. Finisce l'epoca della presidenza di Diane Nelson (in carica dal 2009), che ufficialmente dichiara di aver bisogno di un anno sabbatico. Viene allontanato da incarichi dirigenziali anche Geoff Johns, direttore creativo, vice-presidente, responsabile degli adattamenti cinematografici dei supereroi DC, scrittore di fumetti e sceneggiatore per diversi film del DC Cinematic Universe. Ciò che viene messo in discussione è il (relativo) fallimento del reboot dell'Universo DC con il progetto The New 52 e la conseguente omologazione sia stilistica che tematica delle serie DC. In questo contesto si è assistito ad una progressiva diminuzione delle proposte della linea Vertigo di Shelley Bond (linea adulta dei fumetti DC) e ad una ridotta diversificazione editoriale delle proposte editoriali della casa editrice. Con il progetto DC Rebirth si vuole rilanciare l'intero Universo DC, ripristinando in parte la continuity pre-Flashpoint (ovvero quella del periodo post-Crisis, 1986-2011) e creare nuove etichette editoriali, indirizzate a diverse fasce di lettori e in grado di ampliare e sperimentare maggiormente differenti tematiche e indirizzi narrativi. Il primo passo in questa direzione avviene con la fondazione dell'imprint DC Black Label, indirizzato ad un pubblico adulto con il fine di proporre storie innovative e provocatrici realizzate dai migliori autori e artisti del panorama fumettistico. 

Copertina di "Young Justice" n.1, prima serie dell'imprint Wonder Comics. Disegni di Patrick Gleason. Edizione italiana RW-Lion.

Brian Michael Bendis, dopo 17 anni di lavoro in esclusiva alla Marvel, passa alla DC a fine del 2017 e può approfittare dei profondi cambiamenti in atto. Il suo imprint Jinxworld, per il quale sono pubblicate le opere da lui create e di cui detiene i diritti, vengono distribuite dalla stessa DC e rientrano nel catalogo ufficiale DC Previews. Oltre a questo vuole però creare una nuova linea editoriale che sia in continuity con l'Universo DC e che esprima la sua passione per la DC nei suoi anni da teenager. Bendis dichiara infatti che durante l'adolescenza era un grande appassionato di fumetti DC. Sostiene che questi lo hanno aiutato ad affrontare il passaggio all'età adulta fornendogli l'ispirazione per trovare la sua identità e scoprire il suo potenziale. Tra le sue letture preferite di quel periodo cita il Superman di John Byrne, il Batman di Frank Miller e la Wonder Woman di George Pérez. Mentre leggeva queste e altre opere DC si sentiva pervaso da un senso di meraviglia e dalla necessità di definire il mondo che ti circonda prima che sia questo a definire quale sia il tuo destino. Queste emozioni e propositi sono alla base dei fumetti Wonder Comics, imprint votato a pubblicare storie destinate (principalmente ma non solo) a quei lettori che attraversano questo periodo di profondo cambiamento nella vita, il momento in cui si diventa adulti. Gli eroi protagonisti di questi fumetti si trovano quindi ad affrontare queste medesime sfide e devono servire da ispirazione per una nuova generazione di lettori che abbracciano l'universo narrativo della DC.
Complementari all'etichetta Wonder Comics vi sono altri due imprint lanciati durante la primavera del 2019, si tratta di DC Zoom e DC Ink. La DC cerca infatti di inserirsi nel mercato denominato "children's publishing", in forte crescita negli anni duemila e dieci. Si tratta di storie indirizzata a lettori nella fascia "Middle Grade" (dagli 8 ai 12 anni) e "Young Adult" (dai 13 anni in su). DC Zoom si concentra sui lettori più giovani (middle grade) raccontando storie che li aiutino a esplorare e capire il mondo che li circonda. DC Ink è invece rivolta principalmente ai teenager e li invoglia a scoprire se stessi e a trovare il modo di relazionarsi con gli altri e la società. I protagonisti di queste storie sono supereroi prevalentemente adolescenti con difetti e paure tipici dell'età che stanno vivendo. La linea editoriale di DC Ink è quindi in parte sovrapponibile a quella della Wonder Comics, ma come nel caso delle opere DC Zoom, sono fuori continuity e vengono distribuite come graphic novel autoconclusive in formato trade paperback. Nel caso dell'imprint fondato da Bendis, ci si trova invece di fronte a vecchi e nuovi personaggi dell'universo DC, inseriti nella sua continuity primaria. Le storie vengono inoltre pubblicate come serie e/o miniserie mensili nel classico formato comic book.
L'interesse da parte dei lettori per i Wonder Comics supera le aspettative e a luglio 2019 viene annunciato che le due miniserie Dial H e Wonder Twins sono state prolungate dai 6 numeri inizialmente previsti a 12 albi. Inoltre Bendis decide di accrescere l'importanza di Naomi all'interno dell'Universo DC, trattandosi del primo personaggio originale creato per i Wonder Comics. Per questo la rende protagonista di un albo della storica serie Action Comics (il n.1015, distribuito il 25 settembre 2019). Qui Naomi si reca a Metropolis per incontrare Superman e chiedergli aiuto nel nuovo (per lei) ruolo di supereroe. L'arrivo di questa nuova eroina attira anche l'attenzione di Batman e la storia lascia intendere che la giovane ragazza avrà un ruolo importante negli eventi futuri dei fumetti DC. Difatti Bendis la rende un membro della Young Justice a partire dal n.10, distribuito il 6 novembre 2019.
Nei primi mesi del 2020 si chiude l'anno dell'esordio per la Wonder Comics e due serie quali Dial H e Wonder Twins arrivano alla loro conclusione e si chiude inoltre il primo ciclo narrativo per Young Justice. A partire da febbraio esce la prima novità della seconda fase dell'imprint e Bendis punta su un personaggio quale la principessa Amethyst, eroina semisconosciuta degli anni ottanta, già reintrodotta sulla serie Young Justice. Creata da Ernie e Gary Colon con Dan Mishkin nel 1983, la serie introduceva il mondo fantasy denominato Gemworld, la cui principessa aveva vissuto sulla Terra fino all'età di 13 anni per fuggire alle forze malvagie del suo regno di origine. Ignara di venire da un'altra dimensione viene richiamata per compiere il proprio destino e riportare la pace e l'ordine a Gemworld. La serie era stata fortemente voluta dall'editor Karen Berger (futura co-creatrice dell'imprint Vertigo) per creare un titolo indirizzato ad un pubblico femminile che mancava dalle pubblicazioni DC Comics di quel periodo. Nonostante la trama si presenti banale, la Berger riesce a rendere la sua principessa un eroe tragico dando realismo alla storia e spessore al personaggio, protagonista di un percorso costellato di trionfi ma anche delusioni, delineando così un romanzo di formazione. La nuova serie è affidata a Amy Reeder che si dice affascinata dal personaggio e dal suo mondo fantasy. Per questo cerca di raccogliere nella sua nuova serie tutti quegli elementi dei fumetti anni ottanta che hanno reso speciale questa ragazza (che si chiama Amy come lei) e il regno di Gemworld. Nello stesso mese d'esordio di Amethyst, inizia il secondo anno di vita per la Young Justice e il nuovo arco narrativo prevede come ambientazione un altro mondo fantasy del variegato Universo DC Comics. Si tratta di Skartaris, luogo d'origine del leggendario guerriero Warlord, personaggio creato da Mike Grell nel 1976 e protagonista di una serie di successo durata 133 albi (dal 1976 al 1989). La storia ruota intorno alla ricerca di Conner Kent (Superboy II) che si trova intrappolato nella misteriosa Terra di Skartaris. Il primo albo della storyline (Young Justice n.13) viene distribuito anche nella versione con copertina alternativa disegnata dallo stesso Mike Grell.

## Opere
- Young Justice dal n.1, Brian Michael Bendis (testi per i nn.1-12), Bendis con David F. Walker (testi dal n.13) - Patrick Gleason, John Timms, Elena Casagrande, Nick Derington, Mike Grell (disegni), serie regolare, 9 gennaio 2019 -in corso.
- Naomi dal n.1, Brian Michael Bendis e David F. Walker (testi) - Jamal Campbell (disegni), serie regolare, 23 gennaio 2019 -in corso.
- Wonder Twins nn.1-12, Mark Russell (testi) - Stephen Byrne (disegni), originariamente annunciata come miniserie di 6 albi e poi divenuta una serie di 12 mentre è in corso di pubblicazione[5], 13 febbraio 2019 - 19 febbraio 2020.
- Dial H for Hero nn.1-12, Sam Humpries (testi) - Joe Quinones (disegni), originariamente annunciata come miniserie di 6 albi e poi divenuta una serie di 12 mentre è in corso di pubblicazione[6], 27 marzo 2019 - 26 febbraio 2020.
- Amethyst nn.1-6, Amy Reeder (testi e disegni), miniserie, dal 26 febbraio 2020.

## Autori
- Brian Michael Bendis: creatore e supervisore dell'imprint, è impegnato direttamente anche come scrittore di alcune serie Wonder Comics. La "première series", ovvero Young Justice lo vede ai testi di quella che diviene l'opera di riferimento per l'intera nuova linea editoriale. Mentre è impegnato a lanciare i Wonder Comics è anche al lavoro su uno dei personaggi simbolo della DC quale Superman al quale si aggiungono i titoli del Jinxworld, l'etichetta per la quale Bendis crea le sue opere creator-owned.
- David F.Walker: è coautore insieme a Bendis della miniserie Naomi, la quale presenta un personaggio totalmente nuovo all'interno del DC Universe[13]. Walker afferma di conoscere Bendis da diverso tempo e si è sentito lusingato di poter collaborare con lui per una serie DC[13]. Inoltre è particolarmente entusiasta di poter lavorare all'unico personaggio dei Wonder Comics che non deriva da un'idea o da storie preesistenti[13]. Si tratta di inserire un nuovo tassello all'interno dell'universo DC ma avendo a disposizione un'eroina dal passato misterioso, le cui origini e dinamiche narrative sono ancora da creare ed esplorare[13]. A partire dal 2020 la collaborazione con Bendis si estende anche alla serie regolare Young Justice, a partire dal numero 13[9]. Walker è un professionista ormai affermato nell'ambito dei comic in quanto vincitore di un Glyph Award for Story of the Year nel 2015 per una graphic novel dedicata al personaggio cardine della blaxploitation  cinematografica quale Shaft[14]. Ha inoltre collaborato con la Marvel realizzando storie su Luke Cage, Iron Fist, Fury, Nighthawk[14]. Per la DC ha lavorato sul personaggio di Cyborg ed è stato impegnato anche su diversi fumetti indipendenti[14]. Come si può notare il suo interesse verte maggiormente sui supereroi afroamericani o appartenenti a minoranze etniche[14]. La stessa Naomi è afroamericana. Il suo libro "Becoming Black:Personal Ramblings on Racial Identification, Racism and Popular Colture" del 2013 tratta infatti dell'argomento della discriminazione razziale nella cultura pop e sulla creazione di personaggi iconici con i quali si possano identificare le minoranze della società[14].
- Mark Russell: è lo scrittore scelto da Bendis per la miniserie Wonder Twins. Russell è reduce da un periodo di polemiche e critiche per l'annuncio sul catalogo DC Previews della sua opera Second Coming per la Vertigo, etichetta per un pubblico adulto della DC Comics[15]. L'opera vede il ritorno di Gesù Cristo e, per capire come fare il messia nell'epoca moderna, sceglie come compagno di stanza Sun-Man, l'ultimo figlio del pianeta Krispex (evidente variante di Superman)[15]. La DC arriva a cancellare la serie ancora prima di essere pubblicata in quanto il suo contenuto può essere offensivo e blasfemo, anche per un'etichetta che nel corso degli anni ha pubblicato serie quali Hellblazer, Preacher di Garth Ennis e The Invisibles di Grant Morrison.  Russel si è messo precedentemente in evidenza sia lavorando per editori indipendenti sia per la stessa DC per la quale ha curato (tra le altre) il reboot di Prez e la serie The Flintstones, acclamata dai lettori e dalla critica per la nuova e dissacrante interpretazione data dall'autore ai celebri personaggi della serie d'animazione Hanna-Barbera. La serie ottiene nomination all'Eisner Award e vince la Harvey Award for Book of The Year. Nel 2018 collabora con la neonata casa editrice indipendente Ahoy Comics, fondata da Stuart Moore e Tom Peyer. Russell contribuisce all'antologia di racconti horror Edgar Allan Poe's Snifter of Terror, ispirata alle opere del celebre scrittore della poesia Il Corvo[16].
- Sam Humpries: autore scelto da Bendis per rilanciare la serie Dial H for Hero sotto l'egida Wonder Comics[17]. Sam è entusiasta di poter collaborare con Bendis al nuovo imprint ma rimane deluso nel momento in cui viene scelto per il rilancio della storica serie, questo perché non conosce bene le precedenti incarnazioni del titolo e teme di non avere le giuste motivazioni[17]. Bendis lo incoraggia a recuperare qualche serie del passato e, dopo averla letta, avrebbe capito che tratta di tematiche e situazioni a lui congeniali[17]. Sam si lascia convincere e diviene presto consapevole delle potenzialità intrinseche di un concept che ti permette di creare un nuovo supereroe con nuovi poteri in ogni singolo albo[17]. Nel momento in cui viene lanciato il nuovo titolo Humpries è già al lavoro per la DC sulla serie regolare di Harley Quinn, uno dei personaggi mediaticamente più importanti per la DC Entertainment[18]. In passato ha lavorato per diversi editori indipendenti e ha scritto diverse storie per la Marvel, tra le quali alcune legate agli X-Men e ai Guardiani della Galassia.
- Amy Reeder: debutta come disegnatrice (inizialmente col nome Amy Reeder Hadley), affermandosi alla DC con la serie Madame Xanadu del 2008, scritta da Matt Wagner e distribuita per l'imprint Vertigo[19]. Col tempo diviene un'autrice completa imparando a svolgere anche il ruolo di scrittrice. In questa veste realizza i primi 19 albi di Moon Girl and Devil Dinosaur per la Marvel Comics. Per la Image Comics crea il personaggio Rocket Girl insieme a Brandon Montclare, storia incentrata sui viaggi nel tempo e realtà alternative[20]. Bendis la ritiene l'autore ideale per riproporre alle nuove generazione la fantastica dimensione di Gemworld e la sua Principessa Amethyst[10]. Amy Reeder afferma infatti di essere affascinata dall'estetica delle opere fantasy degli anni ottanta sia d'animazione che live-action[10]. Come fonte di ispirazione cita The Neverending Story (film del 1984), Return to Oz (film del 1985), Unico in the Island of Magic (anime tratto da un manga di Osamu Tezuka), e la serie d'animazione She-Ra (del 1985)[10]. Prendendo spunto da queste e nel rispetto della serie originale edita dalla Berger, Amy vuole dare una sua visione (più psichedelica) dei 12 reami che compongono Gemworld e per tornare a visitare tali luoghi altera lo status quo di questa dimensione[10]. Amethyst torna nel suo regno per celebrare il suo 16º compleanno ma i reami sono stati stravolti e i suoi sudditi sono svaniti, per lei comincia una nuova Quest per riportare l'ordine[10]. Da notare che l'alter ego terrestre di Amethyst si chiama Amy Winston, il nome è lo stesso dell'autrice Amy Reeder[10].

## Adattamenti in altri media
- Nel dicembre 2020 viene annunciata che è in lavorazione una serie televisiva su Naomi, personaggio originale dell'imprint Wonder Comics[21]. L'opera sarà trasmessa dal canale The CW, lo stesso che ha in programmazione le serie che rientrano nell'universo super eroistico (per la TV) denominato Arrowverse[21]. Tali serie sono tutte basate su supereroi pubblicati dalla DC Comics, così come Naomi. All'adattamento sta lavorando la sceneggiatrice e regista Ava DuVernay, distintasi per la nomination al Golden Globe come miglior regista con il film Selma (del 2014). I produttori sono Sarah Bremner e Paul Garnes tramite la Array Filmworks, con il supporto della Warner Bros. Television[21]. Come produttore esecutivo e sceneggiatore, insieme alla stessa DuVernay vi è Jill Blankenship, che ha già collaborato alla serie Arrow, ispirata al super eroe Freccia Verde[21].

## Edizione italiana

### Introduzione
Gran parte delle pubblicazioni della DC Entertainment sono edite in Italia dalla casa editrice RW Edizioni che quindi si occupa di distribuire i fumetti Wonder Comics. Su Anteprima n. 333, distribuita da Pan Distribuzione nel maggio 2019, viene annunciato il primo titolo dell'imprint pubblicato per la linea editoriale Lion della RW Edizioni. Si tratta di Wonder Comics: Young Justice n.1 - DC Universe. Il formato è quello in volume brossurato contenente i primi 4 albi della serie regolare di Bendis. L'opera viene presentata come <<Una nuova serie, divertente e ricca di colpi di scena, che riporta al centro dell'azione gli eroi più giovani dell'Universo DC>>.

### Raccolte
- Wonder Comics: Young Justice n.1 - DC Universe, di Brian Michael Bendis e Patrick Gleason, B., 96 pp., col., 2019, ISBN 9788829304233[22]
- Wonder Comics: Naomi - DC Miniserie, contiene Naomi nn.1-6, di Brian Michael Bendis, David F. Walker, Jamal Campbell, B., 160 pp., col., 2019, ISBN 9788829304240[23]